# Sage Solitaire
Sage Solitaire est un jeu vidéo de réflexion développé et édité par Zach Gage, sorti en 2015 sur iOS.

## Système de jeu
Le gameplay du jeu mélange solitaire et poker. Le joueur est face à neuf piles de cartes et doit créer des mains tout en gérant l'encombrement des piles.

## Accueil

### Critique
- Canard PC : 8/10[1]
- Pocket Gamer : 9/10[2]
- TouchArcade : 5/5[3]

### Récompense
Le jeu a reçu une mention honorable dans la catégorie Prix Nuovo lors de l'Independent Games Festival 2016.